# Антоніо Ді Натале
Анто́ніо ді Ната́ле (італ. Antonio Di Natale; нар. 13 жовтня 1977 року, Неаполь, Італія) — італійський футболіст, нападник «Удінезе» та збірної Італії.

## Кар'єра
Ді Натале — вихованець школи «Емполі». Довго грав по арендах, поки не зміг закріпитися в основі. За 8 років забив за клуб 49 м'ячів. У 2004 році «Емполі» вилетів із Серії А, тож Ді Натале перейшов в «Удінезе», також почав грати за збірну Італії. Згодом Ді Натале став капітаном «Удінезе». 5 лютого 2011 року в домашньому матчі проти «Сампдорії» Антоніо забив свій сотий гол за «Удінезе» в матчах Серії А (на 40-й хвилині отримав пас на хід від Алексіса Санчеса, відірвався від опіки Массімо Вольти и Стефано Луккіні і підсік м'яч у протилежний від Джанлуки Курчі кут). Найкращий бомбардир Серії А 2009-10 та 2010-11.
У збірній Італії дебютував у 2002 році в матчі з Туреччиною. На Євро-2008 Ді Натале запам'ятався незабитим пенальті у чвертьфіналі з іспанцями.
Учасник чемпіонату світу з футболу 2010 року та чемпіонату Європи з футболу 2012 року.

## Досягнення
- Найкращий бомбардир двох поспіль Серій А: 2009-10, 2010-11.
- Лауреат премії Гаетано Ширеа 2011 року.
- Віце-чемпіон Європи: 2012